# Occupazione della Francia (1815-1818)
L'occupazione della Francia (1815-1818) fu l'occupazione militare della Francia decretata sulla base del trattato di Parigi dopo i Cento Giorni e la seconda caduta di Napoleone Bonaparte.

## Storia

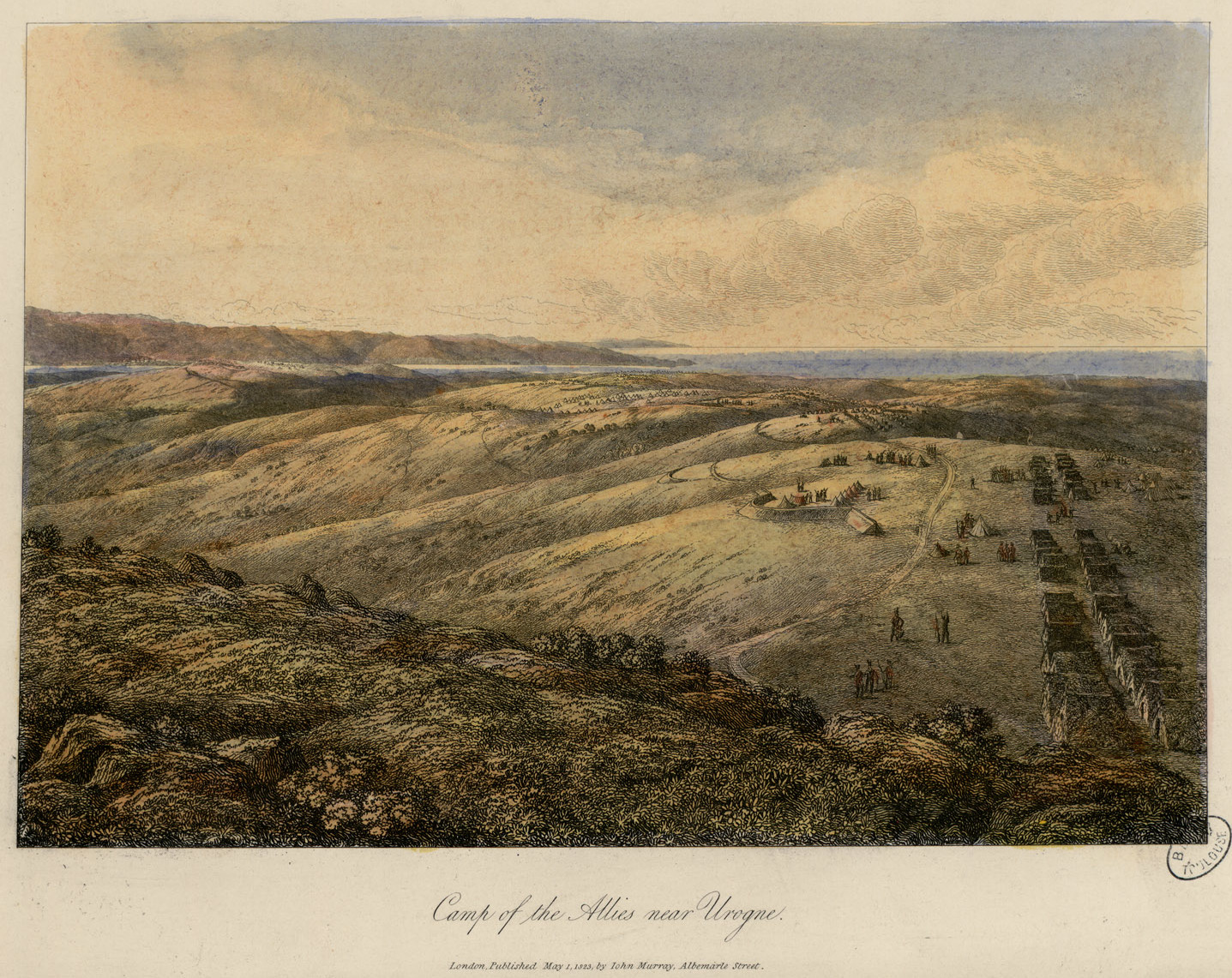
Un campo alleato presso Urogne

Dopo la sconfitta di Napoleone, la sesta coalizione anti-francese con le sue truppe decise di occupare la Francia sia per riconsegnarla nelle mani di Luigi XVIII di Francia e guidare il transito delle istituzioni, sia per impedire che il Bonaparte (o meglio i bonapartisti) tentassero un nuovo colpo di stato per ristabilire il primo impero francese.
A partire dal 20 novembre 1815 le truppe alleate che avevano combattuto l'ultima fase delle guerre napoleoniche vennero costrette a rientrare nelle rispettive patrie, lasciando però sul territorio francese 150.000 uomini, prevalentemente appartenenti all'esercito inglese, russo, prussiano e austriaco. Le truppe vennero ridistribuite e trasferite nei dipartimenti di frontiera. Il corpo d'armata britannico era comandato dal duca di Wellington, vincitore a Waterloo, mentre l'esercito austriaco era retto dal barone Frimont, un ex emigrée che aveva deciso di prendere servizio presso l'esercito imperiale; i russi erano guidati dal generale Vorontsov.
L'occupazione alleata sul suolo francese non fu delle più facili, soprattutto a causa delle molteplici tensioni che si ingenerarono con la popolazione locale. Le numerose truppe straniere, infatti, andavano nutrite a spese dello stato francese, e alloggiate, vestite e fornite di tutto il necessario "per mantenere ordine nello stato". Lo stato francese, gravato da altre difficoltà, non riuscì a far fronte alle spese che andavano accumulandosi. Per risolvere in parte il problema fu consentito ai comuni che lo avessero richiesto di raccogliere localmente delle tasse da destinare a queste operazioni, e questo fatto acuì ulteriormente le tensioni tra soldati stranieri e popolazione francese. Il Ministero della Guerra annunciò quindi di avere risorse necessarie a coprire le spese per l'occupazione dal 1º febbraio 1816.
L'occupazione causò un drammatico aumento dei prezzi dei cereali, fatto che andò peggiorando a causa dell'eruzione del vulcano Tambora che proprio nel 1815 determinò condizioni climatiche altamente dannose per le colture. Il prezzo dei generi alimentari di sussistenza aumentò vertiginosamente, facendo aumentare di riflesso il malcontento popolare. Questo fattore, unito a quello dell'occupazione in generale, iniziò a far generare voci favorevoli al bonapartismo e a diffondere un certo risentimento verso le autorità statali, in particolare negli ambienti della classe lavoratrice. L'alta borghesia invece rimase leale e riuscì a guadagnarsi la fiducia del nuovo regime.

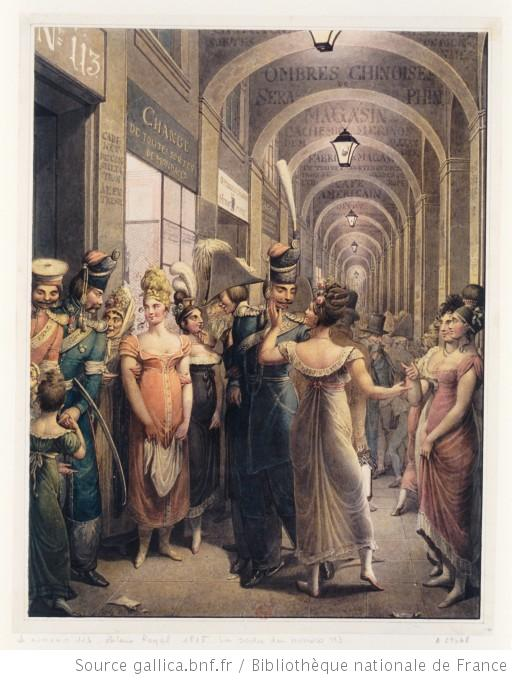
Cosacchi al Palais-Royal di Parigi nel 1815

Dopo il 1º febbraio 1816 furono diversi i comuni che chiesero al Ministero della Guerra il rimborso delle spese sostenute per sfamare ed alloggiare le truppe durante i primi mesi dell'occupazione, ma tali fondi impiegarono in alcuni casi sino ai primi anni '40 dell'Ottocento per essere pienamente corrisposti.
A livello locale, invece, la popolazione si abituò gradualmente alla presenza degli occupanti, rendendo meno difficile la vita nelle province occupate. A livello nazionale, il peso finanziario dell'occupazione era sempre più sentito come un problema a cui far fronte in tempi brevi. Il nuovo capo del governo, il duca di Richelieu, cercò a tutti i costi di porre fine all'enorme esborso finanziario rappresentato dall'occupazione alleata. Attraverso il suo ministro delle finanze, il barone Corvetto, Richelieu riuscì a negoziare con la banca inglese Barings e la banca olandese Hopeal la concessione di un prestito per liquidare innanzitutto le indennità di guerra dovute dallo stato francese agli occupanti. Sotto la pressione dei circoli politici inglesi che volevano che la Francia riprendesse il prima possibile e in forze il proprio governo autonomo, le banche concedettero questi prestiti.
Nel novembre 1818, il duca di Richelieu chiese un colloquio con i comandanti alleati per rivedere le condizioni dell'occupazione. Il Congresso di Aix-la-Chapelle segnò quindi la fine dell'occupazione straniera in Francia, la cui fine venne concordata per il 30 novembre 1818. La Francia ottenne alla fine una riduzione delle indennità di guerra da pagare ed aderì alla Santa Alleanza, un sistema diplomatico destinato a stabilizzare e perpetuare l'Europa dei monarchi.
Non appena venne sottoscritto il nuovo trattato, mutarono drasticamente anche le posizioni degli abitanti nei confronti delle truppe occupanti. Il modus vivendi che era stato messo in atto sino a quel momento a poco a poco iniziò ad incrinarsi, le inciviltà si moltiplicarono e la tensione si innalzò ulteriormente. Le autorità centrali esortarono i prefetti a porre fine a queste agitazioni a livello locale, poiché temevano che gli alleati rivedessero la loro decisione di togliere l'occupazione a fronte di nuove problematiche presentatesi sul territorio francese. Tuttavia alcuni corpi d'armata furono ringraziati alla loro partenza per la buona condotta mantenuta, come ad esempio quello del barone de Frimont a Colmar. Nella primavera del 1819, tutte le truppe alleate evacuarono il territorio francese e l'occupazione ebbe ufficialmente fine.

## Forze occupanti

### Corpo d'armata austriaco
Comandante
- Feldmaresciallo luogotenente barone Johann Maria Philipp Frimont

1ª divisione
- Comandante: feldmaresciallo luogotenente barone Ignác Lederer
- Brigata "barone Wrede"
  - 8º battaglione cacciatori
  - 8º reggimento ussari del Württemberg
- Brigata "maggiore generale Latour"
  - 29º reggimento di fanteria Lindenau
  - 4º reggimento Hohenlohe Bartenstein

2ª divisione
- Comandante: feldmaresciallo luogotenente barone Marschall
- Brigata "generale maggiore Senitzer"
  - 3º reggimento di fanteria Benvovsky
  - 60º reggimento di fanteria Gyulay
- Brigata "generale maggiore Folseis"
  - 49º reggimento di fanteria Kerpen
  - 11º reggimento di fanteria arciduca Ranieri

3ª divisione
- Comandante: feldmaresciallo luogotenente barone Johann Friedrich von Mohr
- Brigata "generale maggiore Raigecourt"
  - 2º reggimento di dragoni "re di Baviera"
  - 6º reggimento di dragoni Reisch
- Brigata "generale maggiore Desfours"
  - 10º battaglione cacciatori
  - 10º reggimento ussari "re di Prussia"

Artiglieria
- 8 compagnie di artiglieria (96 cannoni)
- 1º corpo pionieri

### Corpo d'armata russo
Comandante
- Tenente generale conte Michail Semënovič Voroncov

3ª divisione dragoni
- Comandante: tenente generale Alexeieff
- Brigata "maggiore generale Balbin"
  - Reggimento dragoni di Smolensk
  - Reggimento dragoni di Tver
- Brigata "maggiore generale Kobloukoff"
  - Reggimento dragoni Kinbourn
  - Reggimento dragoni di Curlandia

Cosacchi
- Reggimento cosacchi di Jagodin
- Reggimento cosacchi di Grekov

9ª divisione di fanteria
- Comandante: maggiore generale Udom
- Brigata "maggiore generale Achiestuheff"
  - Reggimento di fanteria Nacheburg
  - Reggimento di fanteria Apcheron
- Brigata "maggiore generale Poltorackij"
  - Reggimento di fanteria Riajsk
  - Reggimento di fanteria Iakoutsk
- Brigata "maggiore generale Ivanov"
  - 10º reggimento cacciatori
  - 38º reggimento cacciatori

9ª brigata di artiglieria
- Comandante: colonnello Czeremissnoff
  - 9ª batteria di artiglieria
  - 7ª batteria di artiglieria leggera
  - 18ª batteria di artiglieria leggera

12ª divisione di fanteria
- Comandante: maggiore generale Bogdanovskij
  - 2º reggimento di fanteria di Smolensk
  - Reggimento di fanteria della Narva
- Brigata "maggiore generale Gouriev"
  - Reggimento di fanteria Alexopol
  - Reggimento di fanteria New Ingermanland
- Brigata "maggiore generale Pautzerbites"
  - 6º reggimento cacciatori
  - 41º reggimento cacciatori

12ª brigata di artiglieria
- Comandante: tenente colonnello Zeiutch 
  - 12ª batteria di artiglieria
  - 23ª batteria di artiglieria leggera
  - 24ª batteria di artiglieria leggera

Attaché
- Compagnia di pionieri Rosliakoff
- 2º parco artiglieria
- 4º parco artiglieria

### Corpo d'armata inglese
Comandante
- Comandante: Maresciallo di campo duca di Wellington

Divisione di cavalleria
- Comandante: tenente generale Stapleton Cotton, lord Combermere
- Brigata "maggiore generale lord Somerset"
  - 2º reggimento di dragoni della guardia
  - 3º reggimento dragoni del re
- Brigata "maggiore generale Grant"
  - 7º reggimento ussari
  - 11º reggimento dragoni leggeri
- Brigata "maggiore generale Vivian"
  - 12º reggimento dragoni
  - 18º reggimento ussari

Divisione di fanteria
- Comandante: tenente generale Galbraith Lowry Cole
- Brigata "maggiore generale Maitland"
  - 3º reggimento dei granatieri della guardia
  - Reggimento delle Coldstream Guards
- Brigata "maggiore generale Kempt"
  - 1° Royal Fusilier
  - 23º reggimento fucilieri del Galles
  - 43º reggimento fanteria leggera
- Brigata "maggiore generale Lambert"
  - 27º reggimento fanteria Inniskilling
  - 40º reggimento fanteria
- Brigata fucilieri

Divisione di fanteria
- Comandante: tenente generale Henry Clinton
- Brigata "maggiore generale O'Callaghan"
  - 3º reggimento fanteria
  - 39º reggimento fanteria
  - 91º reggimento fanteria
- Brigata "maggiore generale Pack"
  - 4º reggimento fanteria
  - 52º reggimento fanteria
  - 79º reggimento fanteria
- Brigata "maggiore generale Bradford"
  - 6º reggimento fanteria
  - 29º reggimento fanteria
  - 71º reggimento fanteria

Divisione di fanteria
- Comandante: tenente generale Charles Colville
- Brigata "maggiore generale Power"
  - 1º reggimento fanteria Royal Scots
  - 57º reggimento fanteria
  - 2ª brigata fucilieri
- Brigata "maggiore generale Brisbane"
  - 5º reggimento fanteria
  - 9º reggimento fanteria
  - 21º reggimento fanteria Scots Fusiliers
- Brigata "maggiore generale Keane"
  - 81º reggimento fanteria
  - 88º reggimento fanteria

Altri
- Artiglieria
- Genieri
- Treno rifornimenti

### Corpo d'armata prussiano
Comandante
- Comandante: generale Hans Ernst Karl von Zieten
- Reggimento ussari del Brandeburgo
- 7º reggimento dragoni
- Reggimento ulani di Slesia
- 1º reggimento ulani Neumark
- 2º reggimento ussari
- 2º reggimento di fanteria
- 1º reggimento di fanteria di Slesia
- 2º battaglione cacciatori
- 2º reggimento fanteria del Brandeburgo
- 14º reggimento fanteria
- Reggimento di fanteria di Colberg
- 16º reggimento fanteria
- 2º reggimento fanteria della Prussia Orientale
- 28º reggimento di fanteria
- Batterie di artiglieria pesante (24 cannoni)
- Batterie di artiglieria leggera (32 cannoni)
- 5 batterie a cavallo (24 cannoni)
- Pionieri

### Corpo d'armata bavarese
Comandante
- Comandante: tenente generale Auguste Étienne Marie Gourlez de Lamotte
- 1º reggimento cavalleggeri
- 3º reggimento cavalleggeri
- 6º reggimento fanteria
- 12º reggimento fanteria
- 15º reggimento fanteria
- 9ª batteria di artiglieria
- 9° treno batterie
- 8ª batteria bavarese leggera
- 8ª batteria bavarese pesante
- Artiglieria di riserva
- Treno di riserva
- Treno di equipaggiamento

### Corpo d'armata danese
Comandante
- Comandante: principe Federico d'Assia-Kassel
- Brigata "colonnello von Waldeck"
  - Reggimento di dragoni del principe di Danimarca
  - Battaglione cacciatori Slesvic
  - Battaglione cacciatori Holstein
  - Batteria d'artiglieria
- Brigata "principe Guglielmo d'Assia"
  - 1º reggimento fanteria della Regina
  - Reggimento di fanteria Fionie
  - Reggimento di fanteria dello Jutland
  - Batteria d'artiglieria

### Corpo d'armata sassone
Comandante
- Comandante: maggiore generale Heinrich Adolf von Gablenz
- Reggimento ussari
- 2º reggimento fanteria di linea
- Battaglione di cacciatori
- 1º battaglione di fanteria leggera
- 2º battaglione di fanteria leggera
- Batteria a piedi (8 cannoni)
- Treno di artiglieria
- Parco di artiglieria

### Corpo d'armata del Wurttemberg
Comandante
- Comandante: tenente generale barone Wilhelm August Friedrich von Woellwarth
- 4º reggimento cavalleggeri
- 2º reggimento fanteria
- 3º reggimento fanteria
- 8º reggimento fanteria
- Batteria d'artiglieria (6 cannoni)

### Corpo d'armata dell'Hannover
Comandante
- Comandante: tenente generale conte Carl von Alten
- Reggimento ussari del principe ereditario
- Battaglione di fanteria leggera di Lüneburg
- Battaglione di fanteria leggera di Hoya
- Battaglione di fanteria leggera di Osnabruck
- Battaglione di granatieri di Verden
- Battaglione di granatieri della Frisia Orientale
- Batteria a piedi